# 최낙민
최낙민(1989년 5월 27일 ~ )은 대한민국의 축구 선수이다.

## 선수 경력
2012시즌을 앞두고 번외지명으로 수원 삼성 블루윙즈에 입단했다. 하지만 한 경기도 뛰지 못한채 팀을 나왔고 K리그 챌린지의 부천 FC 1995에 입단했다. 2013년 3월 31일 경찰 축구단전에서 프로 데뷔에 성공했다. 6월 19일 고양 Hi FC와의 경기에서 프로 데뷔골을 성공시켰다.

## 참고 자료
- 축구밖에 몰랐던 꿈많은 청년, 최낙민 축구지도자, 체육교사, 사업가 선택의 기로에 서다!